# Honoré Langlé
Honoré François Marie Langlé (známý také jako Langlois, ?1741, Monako – 20. září 1807) byl francouzský skladatel a hudební teoretik monackého původu.

## Život
Narodil se v rodině, která pocházela z Pikardie, ale usadila se v 18. století v Monaku. Chlapec projevoval od dětství mimořádné hudební nadání a tak jej monacký kníže Honoré III. ve věku 15 let poslal na vlastní náklady na studia do Neapole. Zde studoval harmonii a kontrapunkt na Conservatorio della Pietà dei Turchini pod vedením Pasquala Cafara. V Neapoli žil více než 8 let. Komponoval mše a moteta a získal si v Itálii znamenitou pověst, takže byl pozván, aby řídil orchestr městského divadla v Janově.
V roce 1768 odešel do Francie. Zpočátku se živil soukromou výukou zpěvu, hry na cembalo a skladby. Známým se stal svou účastí na Concert Spirituel, veřejných koncertech světské hudby, které se v letech 1725 až 1791 konaly v paláci Tuileries a kde byla uvedena řada jeho skladeb.
V následujících deseti letech se jeho dobrá pověst dostala i do královského paláce ve Versailles a pod pofrancouzštěným jménem Langlois vyučoval hře na cembalo a klavír královnu Marii Antoinettu. Když v roce 1784 baron Louis Auguste Le Tonnelier de Breteuil založil École royale de chant et de déclamations (Královskou školu zpěvu a deklamace) stal se na ní učitelem zpěvu. Na škole působil až do institucionálních změn vyvolaných Francouzskou revolucí. Po založení Pařížské konzervatoře se stal jejím knihovníkem a v této funkci setrval až do roku 1802.
Jeho životní teoretické dílo Traité d'harmonie et de modulation (Pojednání o harmonii a modulaci) bylo publikováno v Paříži roku 1795.
Jako operní skladatel větší úspěchy nezaznamenal. V roce 1786 opera Antiochus et Stratonice ve Versailles zcela propadla a i opera Corisandre uvedená během Revoluce nezaznamenala žádný ohlas. Přesto skladatel komponoval další opery i když věděl, že patrně nebudou nikdy uvedeny na scénu. Větší úspěch měly jeho písně a jeho "Hymne à Bara et à Viala" z roku 1794 byl součástí výuky na hudebních školách po celé 19. století.
Na sklonku života žil na svém statku ve Villiers-le-Bel a věnoval se zahradničení. François-Joseph Fétis o něm napsal, že jeho hudba postrádala kvality génia, ale vysoce ocenil jeho teoretickou práci. Zemřel 20. září 1807 a je pohřben v Paříži na hřbitově Père Lachaise.

## Dílo

### Dechový orchestr
- Hymne pour la éternité, (1799–1800)

### Jevištní díla
- Oreste et Tyndare, 1783
- Stratonice ou Les Sacrifices de l'amour, ballet-héroïque 1786
- Corisandre ou Les Fous par enchantement, opéra-ballet, libretto Auguste-François Lebailly podle Voltairovy La Pucelle d’Orléans, 1791
- Soliman et Fronime ou Mahomet II, 1792
- L'Auberge des volontaires, 1793
- La Mort de Lavoisier pro sóla sbor a orchestr, 1794
- Le Choix d'Alcide, 1801
- Médée
- Tancrède
- Les Vengeances, opéra comique

### Teoretické práce
- Traité d'harmonie et de modulation, (1795)
- Nouvelle méthode pour chiffrer les accords, (1801)